# Grammy Award for Best Arrangement, Instrumental or A Cappella

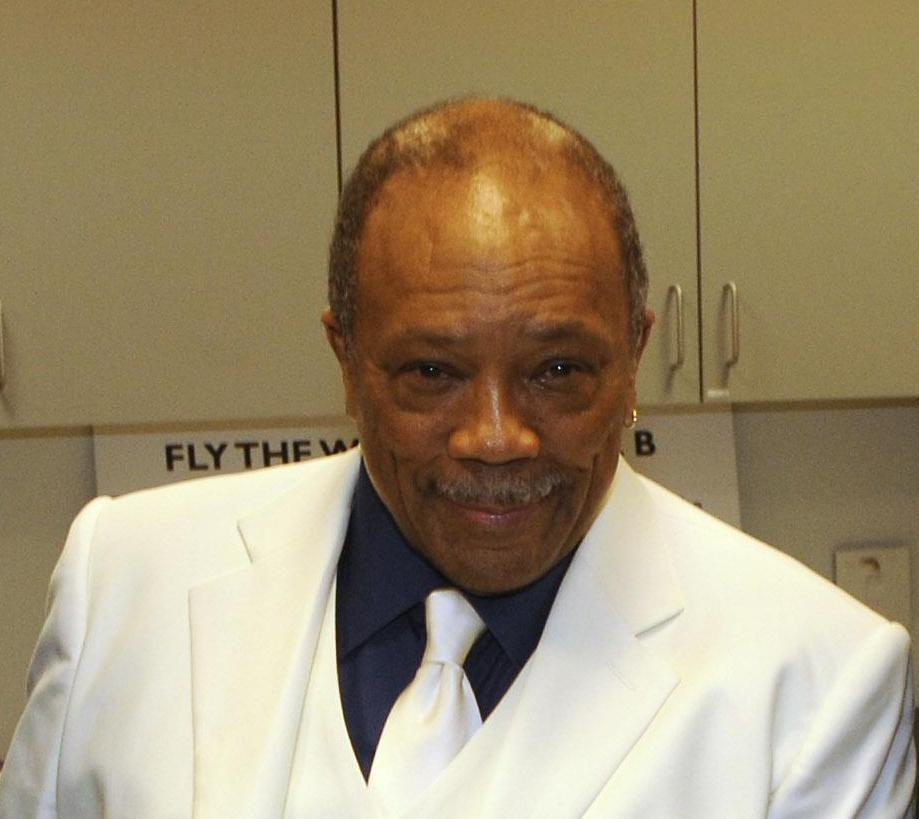
Quincy Jones hat den Grammy Award for Best Arrangement, Instrumental or A Cappella sieben Mal gewonnen

Der Grammy Award for Best Arrangement, Instrumental or A Cappella, auf Deutsch „Grammy-Auszeichnung für das beste Instrumental- oder A-cappella-Arrangement“, ist ein Musikpreis, der seit 1963 von der amerikanischen Recording Academy im Bereich Komposition/Arrangement verliehen wird.

## Geschichte und Hintergrund
Die seit 1959 verliehenen Grammy Awards werden jährlich in zahlreichen Kategorien von der Recording Academy in den Vereinigten Staaten vergeben, um künstlerische Leistung, technische Kompetenz und hervorragende Gesamtleistung ohne Rücksicht auf die Album-Verkäufe oder Chart-Position zu würdigen.
Eine dieser Kategorien ist der Grammy Award for Best Arrangement, Instrumental or A Cappella. Der Preis wird seit 1963 vergeben und geht an den Arrangeur des ausgezeichneten Werkes. Er ging gemeinsam mit dem Grammy Award for Best Arrangement, Instrumental and Vocals aus dem Grammy Award for Best Arrangement hervor.
Der Name der Auszeichnung wurde mehrfach geändert:
- Von 1963 bis 1981 hieß die Auszeichnung Grammy Award for Best Instrumental Arrangement
- Von 1982 bis 1983 nannte er sich Grammy Award for Best Arrangement on an Instrumental Recording
- Von 1984 bis 1994 wurde er Grammy Award for Best Arrangement on an Instrumental bezeichnet
- Von 1995 bis 2014 hieß er wieder Grammy Award for Best Instrumental Arrangement
- Seit 2015 wird der Preis unter der Bezeichnung Grammy Award for Best Arrangement, Instrumental Or A Cappella vergeben.

## Gewinner und Nominierte
| Jahr                 | Gewinner                                                                              | Nationalität                                  | Werk                                                                | Interpret                                                             | Nominierte | Bild des/der Gewinner(s)                                       |
| -------------------- | ------------------------------------------------------------------------------------- | --------------------------------------------- | ------------------------------------------------------------------- | --------------------------------------------------------------------- | --- | -------------------------------------------------------------- |
| 1963                 | Henry Mancini                                                                         | Vereinigte Staaten                            | Baby Elephant Walk                                                  |                                                                       | |                                                                |
| 1964                 | Quincy Jones                                                                          | Vereinigte Staaten                            | I Can’t Stop Loving You                                             | Count Basie                                                           | |                                                                |
| 1965                 | Henry Mancini                                                                         | Vereinigte Staaten                            | The Pink Panther Theme                                              |                                                                       | |                                                                |
| 1966                 | Herb Alpert                                                                           | Vereinigte Staaten                            | A Taste of Honey                                                    | Herb Alpert & the Tijuana Brass                                       | |                                                                |
| 1967                 | Herb Alpert                                                                           | Vereinigte Staaten                            | What Now My Love                                                    | Herb Alpert & the Tijuana Brass                                       | |                                                                |
| 1968                 | Burt Bacharach                                                                        | Vereinigte Staaten                            | Alfie                                                               |                                                                       | |                                                                |
| 1969                 | Mike Post                                                                             | Vereinigte Staaten                            | Classical Gas                                                       | Mason Williams                                                        | |                                                                |
| 1970                 | Henry Mancini                                                                         | Vereinigte Staaten                            | Love Theme From Romeo and Juliet                                    |                                                                       | |                                                                |
| 1971                 | Henry Mancini                                                                         | Vereinigte Staaten                            | Leitmotiv aus Z                                                     |                                                                       | |                                                                |
| 1972                 | Isaac Hayes und Johnny Allen                                                          | Vereinigte Staaten                            | Leitmotiv aus Shaft                                                 | Isaac Hayes                                                           | |                                                                |
| 1973                 | Don Ellis                                                                             | Vereinigte Staaten                            | Leitmotiv aus The French Connection                                 | Don Ellis Big Band                                                    | |                                                                |
| 1974                 | Quincy Jones                                                                          | Vereinigte Staaten                            | Summer in the City                                                  |                                                                       | |                                                                |
| 1975                 | Patrick Williams                                                                      | Vereinigte Staaten                            | Threshold                                                           |                                                                       | |                                                                |
| 1976                 | Pete Carpenter und Mike Post                                                          | Vereinigte Staaten                            | The Rockford Files                                                  | Mike Post                                                             | |                                                                |
| 1977                 | Chick Corea                                                                           | Vereinigte Staaten                            | Leprechaun’s Dream                                                  |                                                                       | |                                                                |
| 1978                 | Harry Betts, Perry Botkin Jr. und Barry De Vorzon                                     | Vereinigte Staaten                            | Nadia’s Theme (The Young and the Restless)                          | Barry De Vorzon                                                       | |                                                                |
| 1979                 | Quincy Jones und Robert Freedman                                                      | Vereinigte Staaten                            | The Wiz Main Title – Overture Part One                              | verschiedene Künstler                                                 | |                                                                |
| 1980                 | Claus Ogerman                                                                         | Vereinigte Staaten                            | Soulful Strut                                                       | George Benson                                                         | |                                                                |
| 1981                 | Jerry Hey und Quincy Jones                                                            | Vereinigte Staaten                            | Dinorah, Dinorah                                                    | George Benson                                                         | |                                                                |
| 1982                 | Quincy Jones und Johnny Mandel                                                        | Vereinigte Staaten                            | Velas                                                               | Quincy Jones                                                          | |                                                                |
| 1983                 | John Williams                                                                         | Vereinigte Staaten                            | Flying – Leitmotiv aus E.T. the Extra-Terrestrial                   |                                                                       | |                                                                |
| 1984                 | Dave Grusin                                                                           | Vereinigte Staaten                            | Summer Sketches ’82                                                 |                                                                       | |                                                                |
| 1985                 | Jeremy Lubbock und Quincy Jones                                                       | Vereinigte Staaten                            | Grace (Gymnastics Motiv)                                            | Quincy Jones                                                          | |                                                                |
| 1986                 | Dave Grusin und Lee Ritenour                                                          | Vereinigte Staaten                            | Early A.M. Attitude                                                 |                                                                       | |                                                                |
| 1987                 | Patrick Williams                                                                      | Vereinigte Staaten                            | Suite Memories                                                      | Bill Watrous und Patrick Williams                                     | |                                                                |
| 1988                 | Bill Holman                                                                           | Vereinigte Staaten                            | Take The "A" Train                                                  | The Tonight Show Band mit Doc Severinsen                              | |                                                                |
| 1989                 | Roger Kellaway                                                                        | Vereinigte Staaten                            | Memos From Paradise                                                 | Eddie Daniels                                                         | |                                                                |
| 1990                 | Dave Grusin                                                                           | Vereinigte Staaten                            | Suite From The Milagro Beanfield War                                |                                                                       | |                                                                |
| 1991                 | Jerry Hey, Quincy Jones, Ian Prince und Rod Temperton                                 | Vereinigte Staaten Vereinigtes Königreich     | Birdland                                                            | Quincy Jones                                                          | |                                                                |
| 1992                 | Dave Grusin                                                                           | Vereinigte Staaten                            | Medley: Bess You Is My Woman/I Loves You Porgy                      |                                                                       | |                                                                |
| 1993                 | Rob McConnell                                                                         | Kanada                                        | Strike Up the Band                                                  | Rob McConnell & The Boss Brass                                        | |                                                                |
| 1994                 | Dave Grusin                                                                           | Vereinigte Staaten                            | Mood Indigo                                                         |                                                                       | |                                                                |
| 1995                 | Dave Grusin                                                                           | Vereinigte Staaten                            | Three Cowboy Songs                                                  |                                                                       | |                                                                |
| 1996                 | Robert Farnon                                                                         | Kanada                                        | Lament                                                              | J. J. Johnson & the Robert Farnon Orchestra                           | |                                                                |
| 1997                 | Michael Kamen                                                                         | Vereinigte Staaten                            | An American Symphony (Mr. Holland's Opus)                           |                                                                       | |                                                                |
| 1998                 | Bill Holman                                                                           | Vereinigte Staaten                            | Straight, No Chaser                                                 | The Bill Holman Band                                                  | |                                                                |
| 1999                 | Don Sebesky                                                                           | Vereinigte Staaten                            | Waltz for Debby                                                     |                                                                       | |                                                                |
| 2000                 | Don Sebesky                                                                           | Vereinigte Staaten                            | Chelsea Bridge                                                      |                                                                       | |                                                                |
| 2001                 | Chick Corea                                                                           | Vereinigte Staaten                            | Spain for Sextet & Orchestra                                        |                                                                       | |                                                                |
| 2002                 | Béla Fleck und Edgar Meyer                                                            | Vereinigte Staaten                            | Debussy: Doctor Gradus Ad Parnassum                                 | Béla Fleck mit Joshua Bell und Gary Hoffmann                          | |                                                                |
| 2003                 | Thomas Newman                                                                         | Vereinigte Staaten                            | Six Feet Under Leitmotiv                                            |                                                                       | |                                                                |
| 2004                 | Michael Brecker und Gil Goldstein                                                     | Vereinigte Staaten                            | Timbuktu                                                            | Michael Brecker Quindectet                                            | |                                                                |
| 2005                 | Slide Hampton                                                                         | Vereinigte Staaten                            | Past Present and Future                                             | The Vanguard Jazz Orchestra                                           | |                                                                |
| 2006                 | Gordon Goodwin                                                                        | Vereinigte Staaten                            | The Incredits (aus dem Soundtrack von The Incredibles)              | verschiedene Künstler                                                 | |                                                                |
| 2007                 | Chick Corea                                                                           | Vereinigte Staaten                            | Three Ghouls                                                        | Chick Corea                                                           | |                                                                |
| 2008                 | Vince Mendoza                                                                         | Vereinigte Staaten                            | In A Silent Way                                                     | Joe Zawinul                                                           | |                                                                |
| 2009                 | Thomas Newman und Peter Gabriel                                                       | Vereinigte Staaten Vereinigtes Königreich     | Define Dancing aus WALL-E                                           | verschiedene Künstler                                                 | |                                                                |
| 2010                 | Bill Cunliffe                                                                         | Vereinigte Staaten                            | West Side Story Medley                                              |                                                                       | |                                                                |
| 2011                 | Vince Mendoza                                                                         | Vereinigte Staaten                            | Carlos vom Album 54                                                 | John Scofield und das Metropole Orchestra dirigiert von Vince Mendoza | |                                                                |
| 2012                 | Gordon Goodwin                                                                        | Vereinigte Staaten                            | Rhapsody in Blue                                                    |                                                                       | - Peter Jensen für All or Nothing At All (Randy Brecker und die DR Big Band – The Jazz Ballad Song Book) - Clare Fischer für In The Beginning (The Clare Fischer Big Band – Continuum) - Bob Brookmeyer für Nasty Dance (Vanguard Jazz Orchestra – Forever Lasting (Live in Tokyo)) - Gordon Goodwin für Rhapsody in Blue (Gordon Goodwin’s Big Phat Band – That’s How We Roll) - Carlos Franzetti für Song Without Words (Carlos Franzetti & Allison Brewster Franzetti – Alborada)                              |                                                                |
| 2013                 | Gil Evans                                                                             | Kanada                                        | How About You                                                       | The Gil Evans Project                                                 | - Michael Philip Mossman für Afro-Cuban Jazz Suite For Ellington, interpretiert von der Bobby Sanabria Big Band - Bob Mintzer für Irrequieto, interpretiert von der Bob Mintzer Big Band - Wally Minko für A Night in Tunisia (Actually an Entire Weekend!), interpretiert von Arturo Sandoval - Gordon Goodwin for Salt Peanuts! (Mani Salado), interpretiert von Arturo Sandoval |                                                                |
| 2014                 | Gordon Goodwin                                                                        | Vereinigte Staaten                            | On Green Dolphin Street                                             | Gordon Goodwin’s Big Phat Band                                        | - Kim Richmond für Invitation, interpretiert von The Kim Richmond Concert Jazz Orchestra - Chuck Owen für Side Hikes – A Ridge Away, interpretiert von Chuck Owen & The Jazz Surge - Nan Schwartz für Skylark, interpretiert von Amy Dickson - Gil Goldstein für Wild Beauty, interpretiert vom Brussels Jazz Orchestra featuring Joe Lovano |                                                                |
| 2015                 | Ben Bram, Mitch Grassi, Scott Hoying, Avi Kaplan, Kirstin Maldonado und Kevin Olusola | Vereinigte Staaten                            | Daft Punk                                                           | Pentatonix                                                            | - Pete McGuinness für Beautiful Dreamer, interpretiert vom Pete McGuinness Jazz Orchestra - Gordon Goodwin für Get Smart, interpretiert von der Gordon Goodwin’s Big Phat Band - Alfredo Rodriguez für Guantanamera, interpretiert von Alfredo Rodriguez - Chris Walden für Moon River, interpretiert von Amy Dickson |                                                                |
| 2016                 | Ben Bram, Mitch Grassi, Scott Hoying, Avi Kaplan, Kirstin Maldonado und Kevin Olusola | Vereinigte Staaten                            | Dance of the Sugar Plum Fairy                                       | Pentatonix                                                            | - Paul Allen, Troy Hayes, Evin Martin und J Moss für Bruno Mars, interpretiert von Vocally Challenged - Armand Hutton für Do You Hear What I Hear?, interpretiert von Committed - Bob James für Ghost of a Chance, interpretiert von Bob James und Nathan East - John Fedchock für You and The Night and The Music, interpretiert von The John Fedchock New York Big Band |                                                                |
| 2017                 | Jacob Collier                                                                         | Vereinigtes Königreich                        | You and I                                                           | Jacob Collier                                                         | - John Beasley für Ask Me Now, interpretiert von John Beasley - Sammy Nestico für Good 'Swing' Wenceslas, interpretiert vom Count Basie Orchestra - Christian Jacob für Linus & Lucy, interpretiert von The Phil Norman Tentet - John Daversa für Lucy in the Sky with Diamonds, interpretiert von John Daversa - Ted Nash für We Three Kings, interpretiert von Jazz at Lincoln Center Orchestra mit Wynton Marsalis                                                                                             |                                                                |
| 2018                 | John Williams                                                                         | Vereinigte Staaten                            | Escapades for Alto Saxophone and Orchestra from Catch Me If You Can | John Williams                                                         | - Chuck Owen für All Hat, No Saddle, interpretiert von Chuck Owen & the Jazz Surge - Nate Smith für Home Free (For Peter Joe), interpretiert von Nate Smith - John Beasley für Ugly Beauty/Pannonica, interpretiert von John Beasley - Chris Walden für White Christmas, interpretiert von Herb Alpert |                                                                |
| 2019                 | John Daversa                                                                          | Vereinigte Staaten                            | Stars and Stripes Forever                                           | John Daversa Big Band feat. DACA Artists                              | - Randy Waldman und Justin Wilson für Batman Theme (TV), interpretiert von Randy Waldman ft. Wynton Marsalis - Mark Kibble für Change The World, interpretiert von Take 6 - John Powell für Madrid Finale, interpretiert von John Powell - Alexandre Desplat für The Shape of Water, interpretiert von Alexandre Desplat |                                                                |
| 2020                 | Jacob Collier                                                                         | Vereinigtes Königreich                        | Moon River                                                          | Jacob Collier                                                         | - Kris Bowers für Blue Skies (Don Shirley Trio), gespielt von Kris Bowers - John Williams für Hedwig’s Theme, gespielt von John Williams & Anne-Sophie Mutter - Emilio Solla für La Novena, gespielt vom Emilio Solla Tango Jazz Orchestra - Vince Mendoza für Love, A Beautiful Force, gespielt von Vince Mendoza, Terell Stafford, Dick Oatts & the Temple University Studio Orchestra |                                                                |
| 2021                 | John Beasley                                                                          | Vereinigte Staaten                            | Donna Lee                                                           | John Beasley                                                          | - Hildur Guðnadóttir für Bathroom Dance, gespielt von Hildur Guðnadóttir - Remy Le Boeuf für Honeymooners, gespielt von Remy Le Boeuf’s Assembly of Shadows - Alvin Chea & Jarrett Johnson für Lift Every Voice and Sing, gespielt von Jarrett Johnson Featuring Alvin Chea - Jeremy Levy für Uranus: The Magician, gespielt vom Jeremy Levy Jazz Orchestra |                                                                |
| 2022                 | Charlie Rosen und Jake Silverman                                                      | Vereinigte Staaten                            | Meta Knight’s Revenge (aus Kirby Superstar)                         | 8-Bit Big Band featuring Button Masher                                | - Chopsticks von Richard Baratta (Arrangeur: Bill O’Connell) - For the Love of a Princess (aus Braveheart) von Hauser und dem London Symphony Orchestra unter Leitung von Robin Smith (Arrangeur: Robin Smith) - Infinite Love von Emile Mosseri (Arrangeur: Emile Mosseri) - The Struggle Within von Rodrigo y Gabriela (Arrangeure: Gabriela Quintero, Rodrigo Sanchez) |                                                                |
| 2023 5. Februar 2023 | Magnus Lindgren, John Beasley & the SWR Big Band featuring Martin Aeur                | Schweden Vereinigte Staaten Deutschland       | Scrapple from the Apple                                             | John Beasley                                                          | - As Days Go By (An arrangement of The Family Matters theme song) von Armand Hutton featuring Terrell Hunt & Just 6 (Arrangeur: Armand Hutton) - How Deep Is Your Love von Kings Return (Arrangeur: Matt Cusson) - Main Titles (Doctor Strange in the Multiverse of Madness) von Danny Elfman (Arrangeur: Danny Elfman) - Minnesota, WI von Remy Le Boeuf (Arrangeur: Remy Le Boeuf) |                                                                |
| 2024 4. Februar 2024 | John Carter Cash, Tommy Emmanuel, Markus Illko, Janet Robin, Roberto Luis Rodríguez   | Vereinigte Staaten Australien Österreich Kuba | Folsom Prison Blues                                                 | The String Revolution featuring Tommy Emmanuel                        | - Angels We Have Heard on High von Just 6 (Arrangeur: Nkosilathi Emmanuel Sibanda) - Can You Hear the Music von Ludwig Göransson (Arrangeur: Ludwig Göransson) - I Remember Mingus von Hilario Durán and His Latin Jazz Big Band featuring Paquito D’Rivera (Arrangeur: Hilario Duran) - Paint It Black von Wednesday Addams (Arrangeur: Esin Aydingoz, Chris Bacon, Alana da Fonseca) | John Carter Cash 2015 · Tommy Emmanuel 2006 · Janet Robin 2007 |
| 2025 2. Februar 2025 | Jacob Collier, Tori Kelly, John Legend                                                | Vereinigte Staaten                            | Bridge over Troubled Water                                          | Jacob Collier featuring John Legend & Tori Kelly                      | - Baby Elephant Walk – Encore von Snarky Puppy (Arrangeur: Michael League) - Rhapsody in Blue(grass) von Béla Fleck featuring Michael Cleveland, Sierra Hull, Justin Moses, Mark Schatz & Bryan Sutton (Arrangeure: Béla Fleck, Ferde Grofé) - Rose Without the Thorns von Scott Hoying featuring Säje & Tonality (Arrangeure: Erin Bentlage, Alexander Lloyd Blake, Scott Hoying, A. J. Sealy, Amanda Taylor) - Silent Night von Säje (Arrangeure: Erin Bentlage, Sara Gazarek, Johnaye Kendrick, Amanda Taylor) |                                                                |